# Aneurus laevis
Aneurus laevis ist eine Wanzenart aus der Familie der Rindenwanzen (Aradidae).

## Merkmale
Die Wanzen werden 4,5 bis 5,2 Millimeter lang. Sie unterscheiden sich von der ähnlichen Aneurus avenius durch die Lage der Stigmen am Hinterleib, die um den Seitenrand liegen und nicht auf der Bauchseite.

## Vorkommen und Lebensraum
Die Art ist in Europa vom Süden Skandinaviens bis in den Mittelmeerraum und nach Nordafrika verbreitet. Östlich erstreckt sich das Verbreitungsgebiet bis nach Russland und über Kleinasien in den Kaukasus. In Mitteleuropa ist die Art nur lokal nachgewiesen, tritt wahrscheinlich aber überall auf. Die Art ist seltener als die ähnliche Aneurus avenius und benötigt offenbar wärmere Lebensräume.

## Lebensweise
Die Tiere leben unter Rinde verschiedener abgestorbener Laubbaumarten mit Pilzbefall, wie z. B. Eichen. Die Weibchen legen ihre Eier mehrmals pro Jahr ab. Man kann alle Entwicklungsstadien nebeneinander beobachten.